# Fric Cviki
Fric Zviki (14. februar 1898 – 8. februar 1974) je bio astronom rodom iz Bugarske. Većinu života je proveo na Institutu za tehnologiju u Kaliforniji u SAD i svojim radom je dao veliki doprinos teorijskoj i posmatračkoj astronomiji.

## Biografija
Fric Zviki je rođen u Varni Bugarska, gde je radio njegov otac, poznati industrijalac. Majka mu je bila Čehinja. Ona je umrla 1927. Otac mu se 1945-e godine vratio u Švajcarsku.
Fric je 1904. godine poslat u Švajcarsku kod očeve rodbine. Tamo je zavoleo matematiku i fiziku i studirao na Švajcarskom institutu za tehnologiju u Cirihu. Emigrirao je za SAD kada je dobio Rokfelerovu stipendiju da bi radio na Kalifornijskom institutu za tehnologiju. Kancelarija mu je bila u blizini kancelarije Roberta Openhajmera.
Bio je odgovoran za postavljanje brojnih kosmoloških teorija koje imaju veliki uticaj na razumevanje svemira danas. On je skovao termin supernova tokom njegovog razvijanja koncepta neutronskih zvezda. Zviki je bio vuk samotnjak i sam je odrađivao svoje matematički zadatke. Nameravao je da napiše autobiografiju pod nazivom: "Operacija usamljeni vuk". Fric je 1942. godine imenovan za profesora astronomije na Kaltehu i radio je kao naučni direktor / konsultant za AEROJET Engineering Corporation (1943—1961). On je bio član osoblja Mount Vilson opservatorije i opservatorije Palomar kroz veći deo svoje karijere. Razvio je neke od najranijih mlaznih motora i ima preko 50 patenata, mnogi od njih u Jet Propulsion, i izumitelj podvodnog Jet (VREME 14. marta, 1949), Tvo Piece Džet potisak motora i Invertovani Hidro Puls.
U aprilu 1932. godine Fric Zvicki se oženio sa Doroti Vernon Gejts, kćerkom ugledne lokalne porodice i senatora Egbert Gejtsa. Njen novac je imao značajnu ulogu u finansiranju opservatorije Palomar tokom Velike depresije. Zviki i Doroti razveli su se sporazumno 1941. godine. Zviki se 1947. godine oženio u Švajcarskoj sa Anna Margaritha Zurcher i imali su tri ćerke: Margit, Franziska i Barbarina. Zviki je umro u Pasadeni 8. februara 1974. godine, a sahranjen je u Molisu u Švajcarskoj.

## Naučni rad
Fric Zviki je bio plodan naučnik i dao je značajan doprinos u mnogim poljima astronomije.

### Supernove i Neutronske zvezde
Zajedno sa kolegom Valterom Bade, Zviki je pionir u promovisanju upotrebe prvih Schmidt teleskopa korišćenih u planinskoj opservatoriji u 1935. Takođe su zajedno skovali termin supernova i pretpostavili da su da je to prolazna faza normalnih zvezda u neutronske zvezde, kao i poreklo kosmičkog zračenja. On je imao veliki uticaj na proces određivanja veličine i starosti svemira tokom narednih decenija.
U prilog ovoj hipotezi, Zviki je počeo lov na supernove, i tokom 52 godina sam otkrio ukupno 120. To je rekord koji je stajao sve do 2009. godine kada ga je konačno nadmašio Tom Boles.

### Standardne sveće
Zajedno sa kolegom Valter Badeom, Zviki je predložio 1938. godine upotrebu supernove kao standardne sveće za procenu udaljenosti u dubokom svemiru. Zato što kriva svetla mnogih tipova supernova pokazuju zajedničku vrh (pik) blistavosti, oni su uspostavili kosmološku skalu za daljinu poznatu kao suštinsko osvetljenje.

### Tamna materija
Dok je tokom 1933. godine istraživao klaster galaksiju Koma, Zviki je prvi upotrebio Virijalnu teoremu kvantne mehanike da zaključi postojanje nevidljive materije koju je on nazvao Tamna materija. Izračunao je gravitacionu masu galaksije unutar klastera i dobio vrednost barem 400 puta veću nego što se očekivalo na osnovu njihovog sjaja, što je značilo da je većina materije tamna. Isti proračun danas pokazuje manji faktor, ali je i dalje jasno da je većina materije tamna.

### Zamor svetlosti
Kada Edvin Habl otkrio približno linearni odnos između udaljenosti galaksija i njihovog crvenog pomaka izraženog kao brzina, Zviki je odmah istakao da je korelacija između obračunatih udaljenosti galaksija i njihovih crvenih pomaka ima preveliko neslaganje da bi stala u okviru greške. On je predložio da efekat crvenog pomaka nije uzrokovan kretanjem galaksije, već da je posledica nepoznatog fenomena koji izazivaju fotoni koji gube energiju dok putuju kroz prostor. On je smatrao da je najverovatniji kandidat za takav proces efekat povlačenja u kojem fotoni prenose zamah na okolne mase preko gravitacione interakcije. On je takođe razmatrao i odbacio objašnjenja koja uključuju interakcije sa slobodnim elektronima, ili širenje prostora.
Zvicki je skeptičan prema širenju prostora 1929. godine, jer su stope izmerene u to vreme izgledale prevelike. Tako je bilo sve do 1956. godine kada je Valter Bade ispravio skalu daljina na osnovu Cefeida promenljivih zvezda i to je vesnik prvih preciznih mera stope širenja. Kosmički crveni pomak se sada konvencionalno razumeva kao posledica širenja prostora, odlika Velikog praska.

### Morfološka analiza
Zviki je razvio opšti oblik morfološke analize, što je metod za sistematsko struktuisanje i istraživanje ukupnog skupa odnosa koji se nalazi u više dimenzija, obično ne merljivih, složenih problema. Napisao je knjigu na tu temu 1969. godine i tvrdio da je napravio mnoga njegova otkrića koristeći ovu metodu.

## Literatura
- Ritchey, T., Fritz Zwicky, Приступљено 10. 7. 2007
- Maurer, S.M. (2001), „Idea Man” (PDF), Beamline, SLAC, 31 (1), Приступљено 10. 7. 2007
- Knill, O. (1998), Supernovae, an alpine climb and space travel (biographical notes), Приступљено 10. 7. 2007

## Spoljašnje veze
- Fritz Zwicki foundation (na nemačkom) Архивирано на веб-сајту  (28. март 2019)
- Initial Evidence of Dark Matter — Annenberg Learner